# Pekklaver
Pekklaver (Bituminaria bituminosa), ook teerklaver of asfaltklaver genoemd, is een plantensoort uit de Vlinderbloemenfamilie (Fabaceae). Kenmerkend voor de plant is dat de bladeren bij kneuzing naar pek ruiken. De plant is vrij algemeen in het hele Middellandse Zeegebied, van de Canarische Eilanden en Madeira in het westen tot de Zwarte Zee en Arabië in het oosten. Ze groeit op droge, rotsachtige plekken, wegbermen, weiden en braakliggende terreinen.

## Beschrijving
De pekklaver is een vaste plant en wordt 20 tot 100 cm hoog. Ze heeft dunne, rechtopgroeiende, vertakte stengels die dicht aanliggend behaard en aan de basis houtachtig kunnen zijn. Het alternerend geplaatste, langgesteelde blad bestaat uit drie blaadjes, die elliptisch tot langwerpig zijn. De bladrand is gaaf. Elk blaadje is 1 tot 6 cm lang en tussen 0,5 en 3 cm breed. De blaadjes hebben aan de onderzijde klieren, waardoor de onderzijde gestippeld lijkt.
De plant bloeit van maart tot augustus met lila tot blauwviolette bloemen, die op een 10 tot 30 cm lange bloemsteel in de bladoksels staan. De bloem bestaat uit 7 tot 30 bloempjes die een dichte, ronde, hoofdjesachtige tros vormen met een diameter van 20 tot 35 mm. Aan de basis bevinden zich twee- tot drietandige schutbladen. De kelk is tussen de 12 en 18 millimeter lang en borstelig behaard. Bij het gekleurde kroonblad is de vlag langer dan de zwaarden en de uit twee blaadjes bestaande kiel.
Het vruchtje is een stekelige en behaarde, eivormige peulvrucht met een lengte van ongeveer 5 mm. Het heeft een gebogen, brede, afgeplatte snavel die ongeveer tweemaal zo lang is dan het vruchtje.

## Namen in andere talen
- Duits: Asphaltklee
- Engels: Arabian pea, pitch trefoil
- Frans: Psoralée bitumineuse
- Spaans: Trébol hediondo

## Afbeeldingen

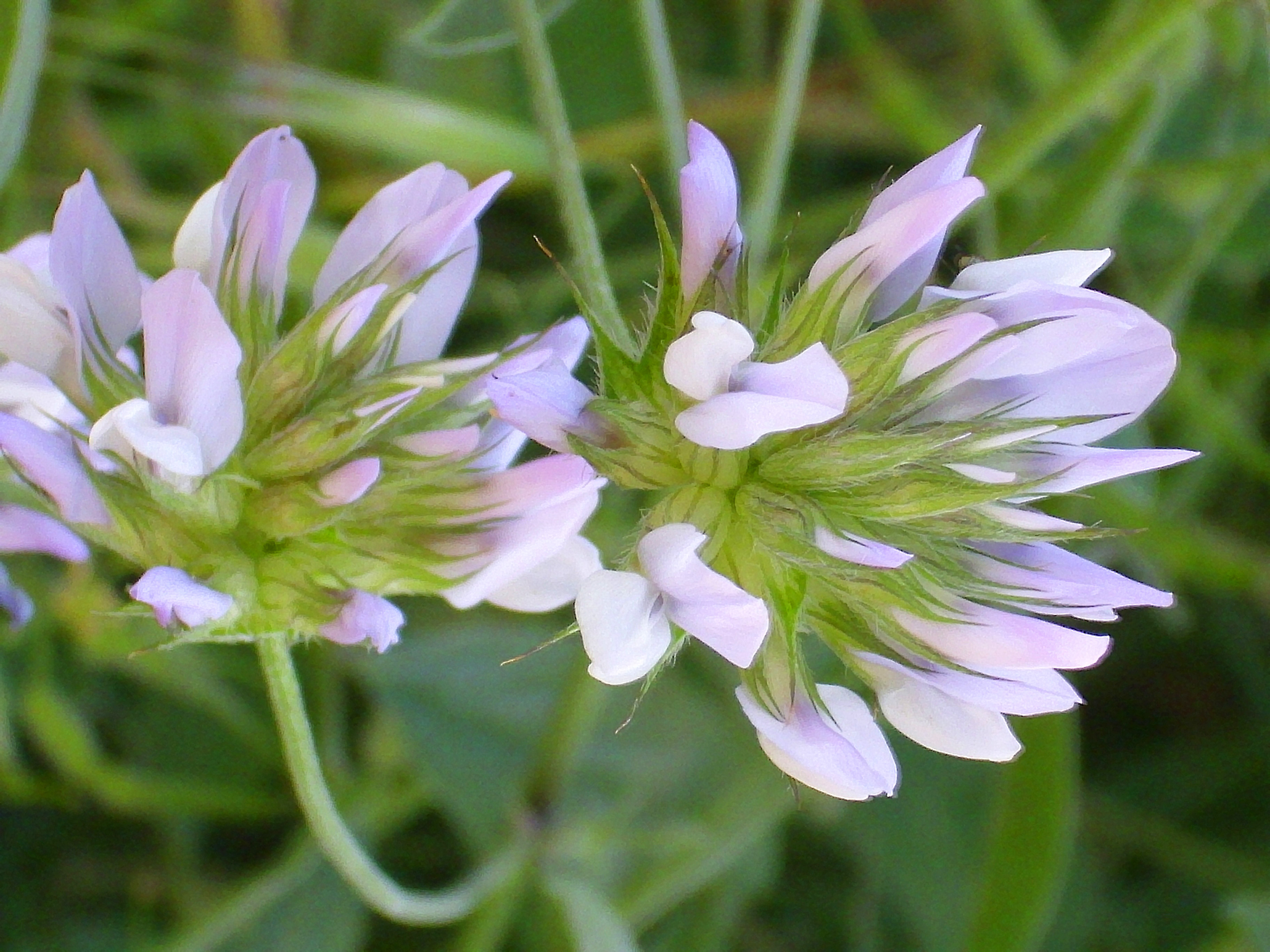
Bloem
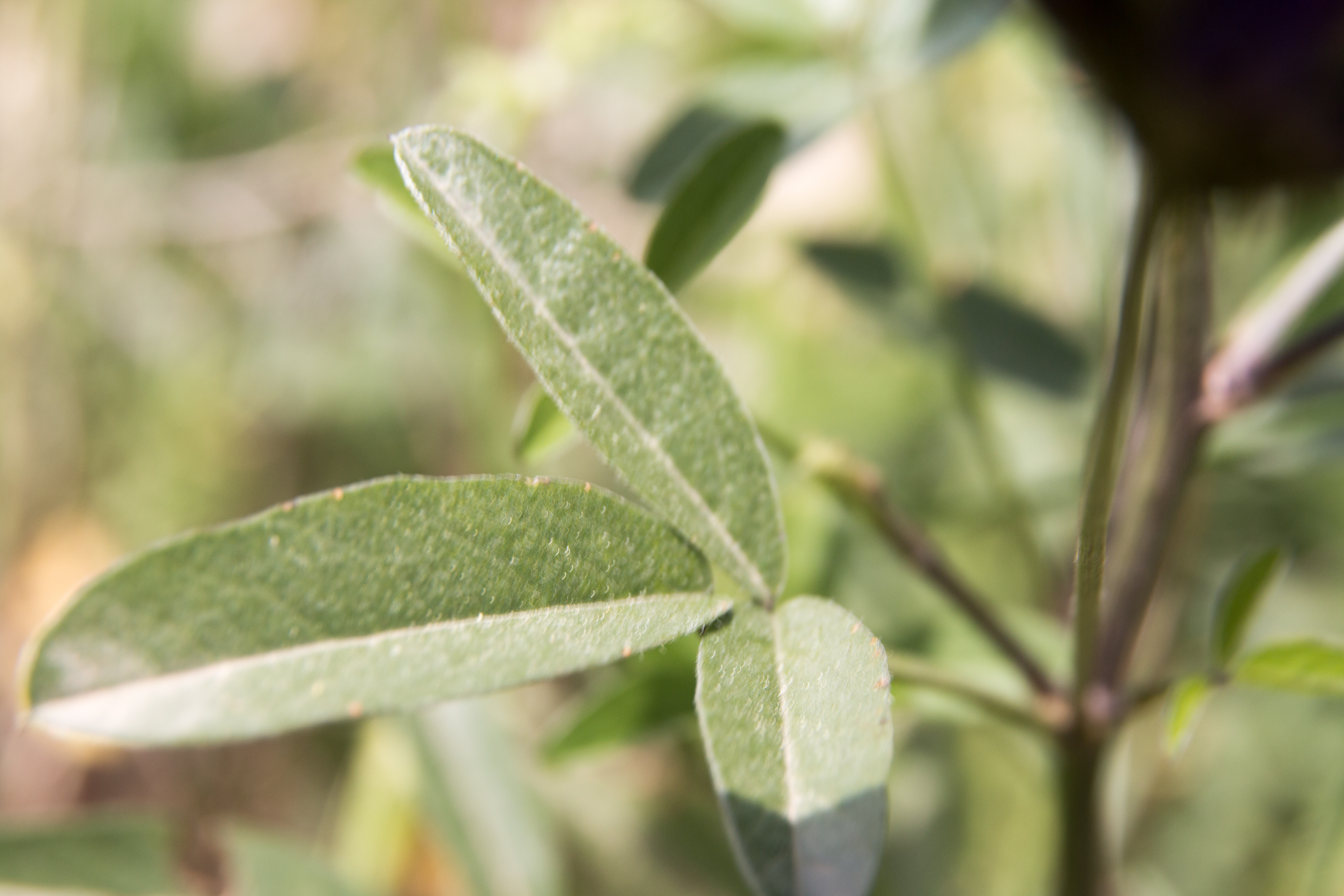
Blad
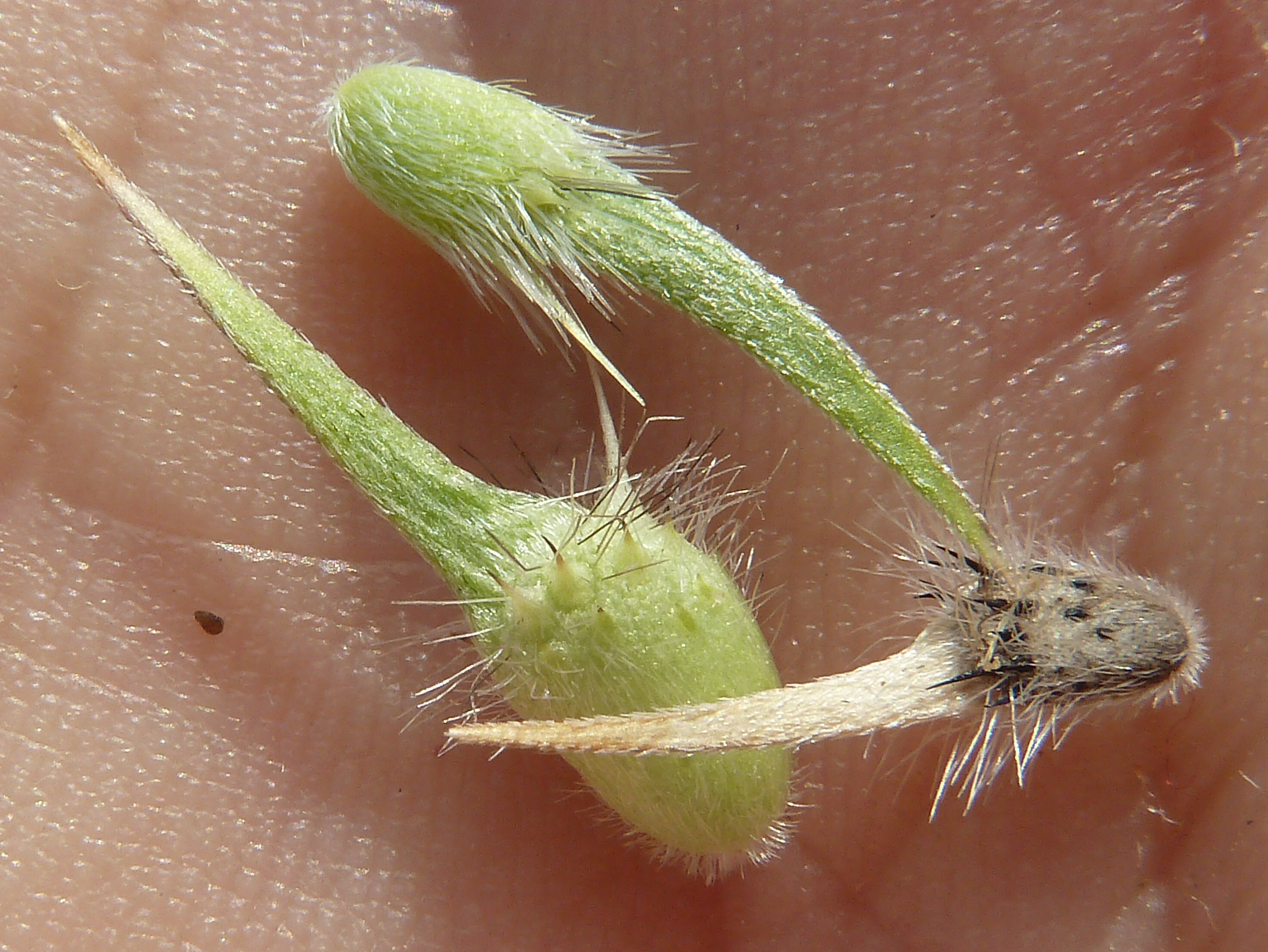
Vruchten (groen en rijp)